# Jagoba Beobide Larrañaga
Jagoba Beobide Larrañaga es un futbolista español nacido el 19 de febrero de 1987 en Azpeitia, Guipúzcoa. Juega en la posición de centrocampista y actualmente está sin equipo.

## Trayectoria
El mediocentro azpeitiano se formó en la cantera de la Real Sociedad, debutando con la Real Sociedad B en Segunda "B" en la temporada 2006-07.
Tras dos temporadas en el filial «txuri urdin», en la temporada 2008-09 marchó cedido al Real Unión. El equipo irundarra dirigido por Iñaki Alonso consiguió los hitos de eliminar al Real Madrid en la Copa del Rey y el ascenso más de 40 años más tarde a Segunda División. El interés del Real Unión y el jugador por su continuidad permitió que la Real Sociedad renovara el préstamo una temporada más. Tras disputar 33 partidos, pese a no conseguir la salvación, Beobide demostró ser un mediocentro de proyección por su despliegue físico.
Finalmente, el Córdoba C.F. fichó al azpeitiano para reforzar la medular para la temporada 2010-11. Inició el año contando con la confianza de Lucas Alcaraz, para posteriormente desparecer tanto del 11 inicial como la convocatoria. Al terminar la temporada abandonó la entidad cordobesa tras disputar 13 partidos de la  LIGA Adelante y 5 de la Copa.
La temporada 2011-12, descendió un escalón y fichó por el Real Unión de Segunda "B". El proyecto de los irundarras era ambicioso, pero los hombres dirigidos por Roberto Olabe decepcionaron al acabar en 14.ª posición.
Tras un año decepcionante, Jagoba Beobide abandonó el Real Unión para recalar en el Alavés. Pronto se convirtió en pieza clave del medio campo para Natxo González y se ganó el cariño de Mendizorroza por su trabajo, que le llamaba cariñosamente Gudari (Soldado en euskera). El equipo albiazul consiguió su ascenso, tras acabar en 1.ª posición, al vencer en la ronda de campeones al Real Jaén C.F.. Además, Beobide anotó su primer gol como profesional en la 9.ª jornada frente al Peña Sport F.C. (1-0), dando tres puntos importantes para el equipo. En su vuelta a la Segunda División de España formó una sólida pareja de mediocentros destructivos con Manu García (Excompañero suyo en la Real Sociedad B y el Real Unión), contando para los tres entrenadores que pasaron por el banquillo del Alavés: Natxo González, Juan Carlos Mandiá y Alberto.
En verano se le relacionó con diversos equipos de Segunda División de España, como C.A. Osasuna, pero el Alavés ejecutó una cláusula en el contrato que renovaba a Jagoba Beobide de manera unilateral con el equipo vitoriano.
Su segunda temporada vino marcada por una lesión que le restó bastante protagonismo en el equipo en favor de Dani Toribio. La marcha del medio catalán en verano de 2015 no supuso que recuperara el protagonismo perdido, ya que incluso fue a menos por la competencia de hombres como Sergio Mora, Manu García o Hernán Bernardello. Finalmente, Beobide abandonó en verano de 2016 el club tras 4 temporadas con 2 ascensos y el cariño de la afición.
Tras unos meses sin vincularse a ningún club, en enero de 2017 firmó por el Real Racing Club. 
El 25 de julio de 2017 fichó por el Burgos C.F.

## Clubes
| Club                          | País      | Año         | Partidos | Goles |
| ----------------------------- | --------- | ----------- | -------- | ----- |
| Real Sociedad B               | España    | 2006 - 2008 | 66       | 0     |
| Real Unión Club (cedido)      | España    | 2008 - 2010 | 60       | 0     |
| Córdoba CF                    | España    | 2010 - 2011 | 13       | 0     |
| Real Unión Club               | España    | 2011 - 2012 | 30       | 0     |
| Deportivo Alavés              | España    | 2012 - 2016 | 66       | 2     |
| Real Racing Club de Santander | España    | 2017        |          |       |
| Burgos CF                     | España    | 2017 - 2019 |          |       |
| RoPS Rovaniemi                | Finlandia | 2019        |          |       |
| Real Unión Club               | España    | 2020 - 2024 |          |       |